# Митьковщинский замок
Митьковщинский замок (бел. Замак у Вялікай Міцькаўшчыне) — бастионный замок, стоявший на юго-восточной окраине деревни Большая Митьковщина, Оршанского района, Витебской области, Белоруссии. История замка не известна. Он отмечен на плане генерального межевания Оршанского повета XVIII века. В научной литературе замок известен с 1873 года.

## Описание
Замок имеет правильную четырёхугольную форму, размером 100×107 метров, и представляет собой систему из трёх бастионов, куртин и рвов. Высота валов до 5 метров, ширина у основания — 15-20 метров. Квадратные в плане бастионы немного отличаются в размерах — 15×15, 14×14 и 13×13 метров у основания. У северо-западного угла крепости нет бастиона. По мнению исследователей здесь могла располагаться замковая брама. Замок окружён рвами глубиной 2-3 метра и шириной 12-25 метров. По-видимому, во время существования замка северный, восточный и южный рвы были заполнены водой. В наши дни обводнение есть у северного рва. Крепость сохранила практически все свои основные элементы. Утрачен только ров южной куртины (он был распахан) и южный отрезок рва восточной куртины, засыпанный в некоторых местах мусором (по свидетельству местных жителей, на этом месте раньше находился хутор).  

## Археологические исследования
Археологическое обследование замка проводили: Шут К. П. в 1966 году,  Побаль Л. Д. в 1971 году, Лашанков М. И. в 1981 году, Лихошапка Р. в 2002 году. Обнаруженные находки (печные изразцы, керамика, кирпич-«пальчатка») позволяют датировать замок XVI-XVII веком.
В 2014 году на юго-восточном бастионе проводились раскопки И. В. Спириным. Полученные материалы позволили выдвинуть предположение о том, что замок построен на месте древнего городища XII века.

## Фотографии

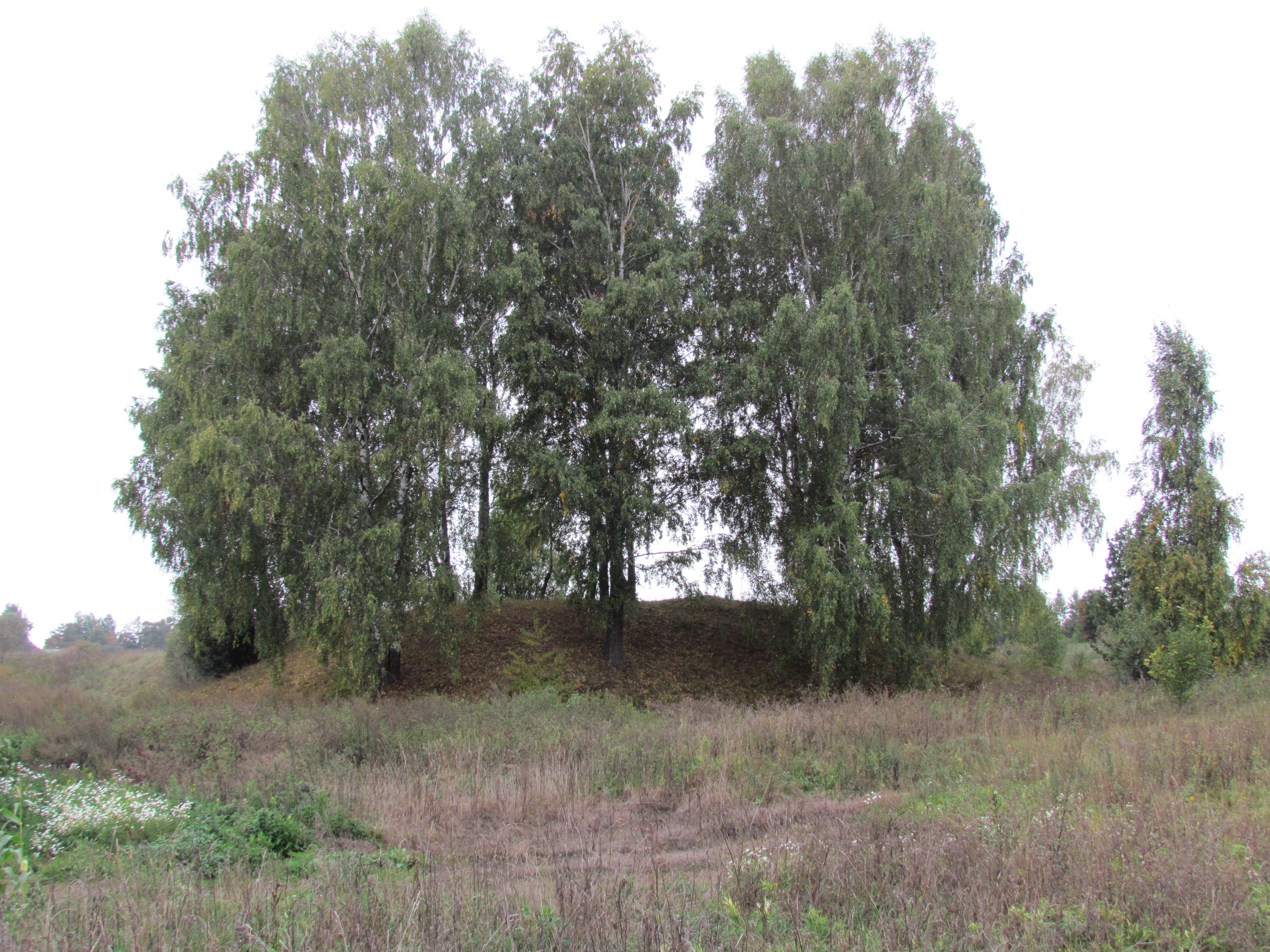
Юго–восточный бастион.
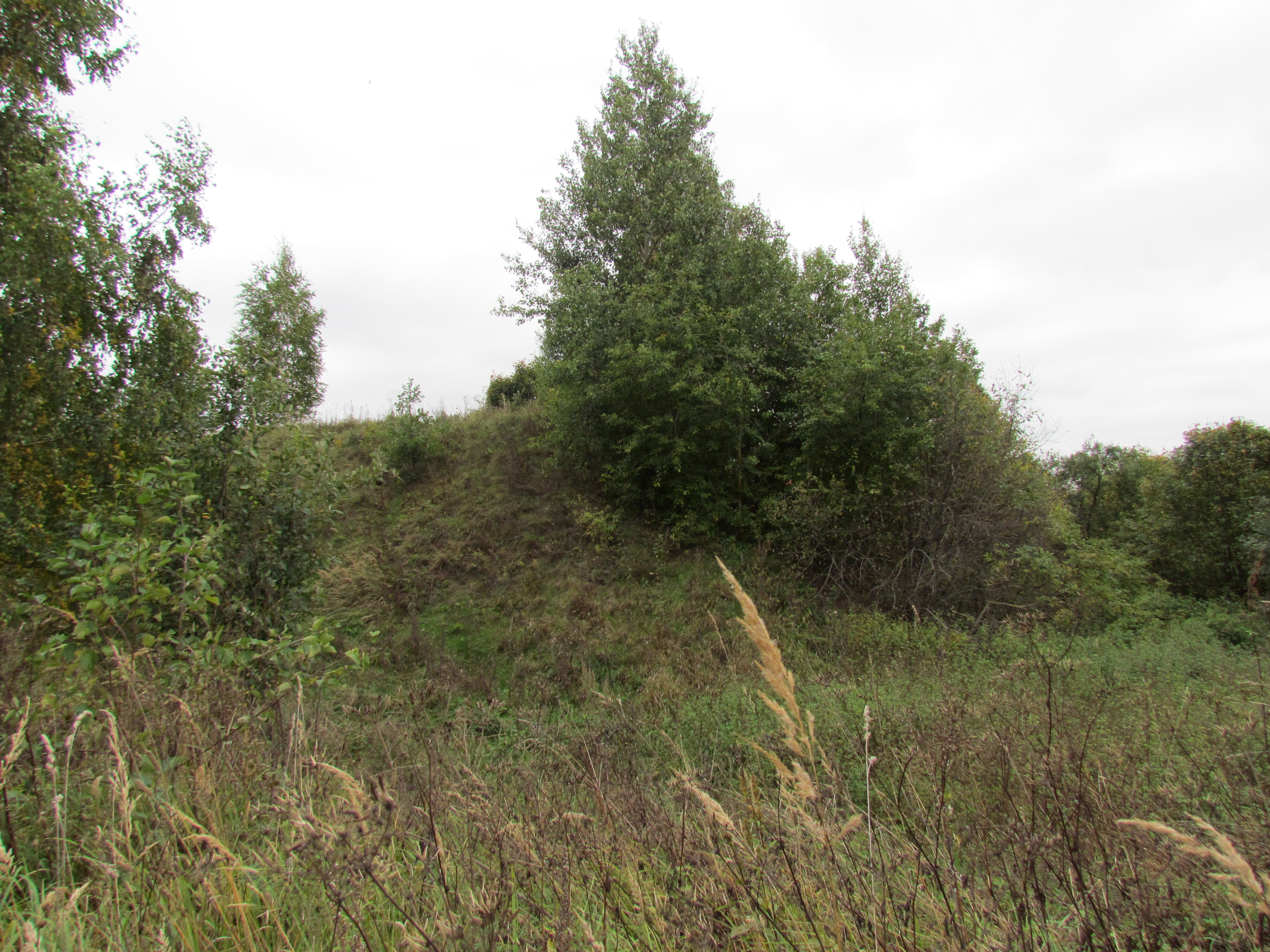
Северо-восточный бастион.
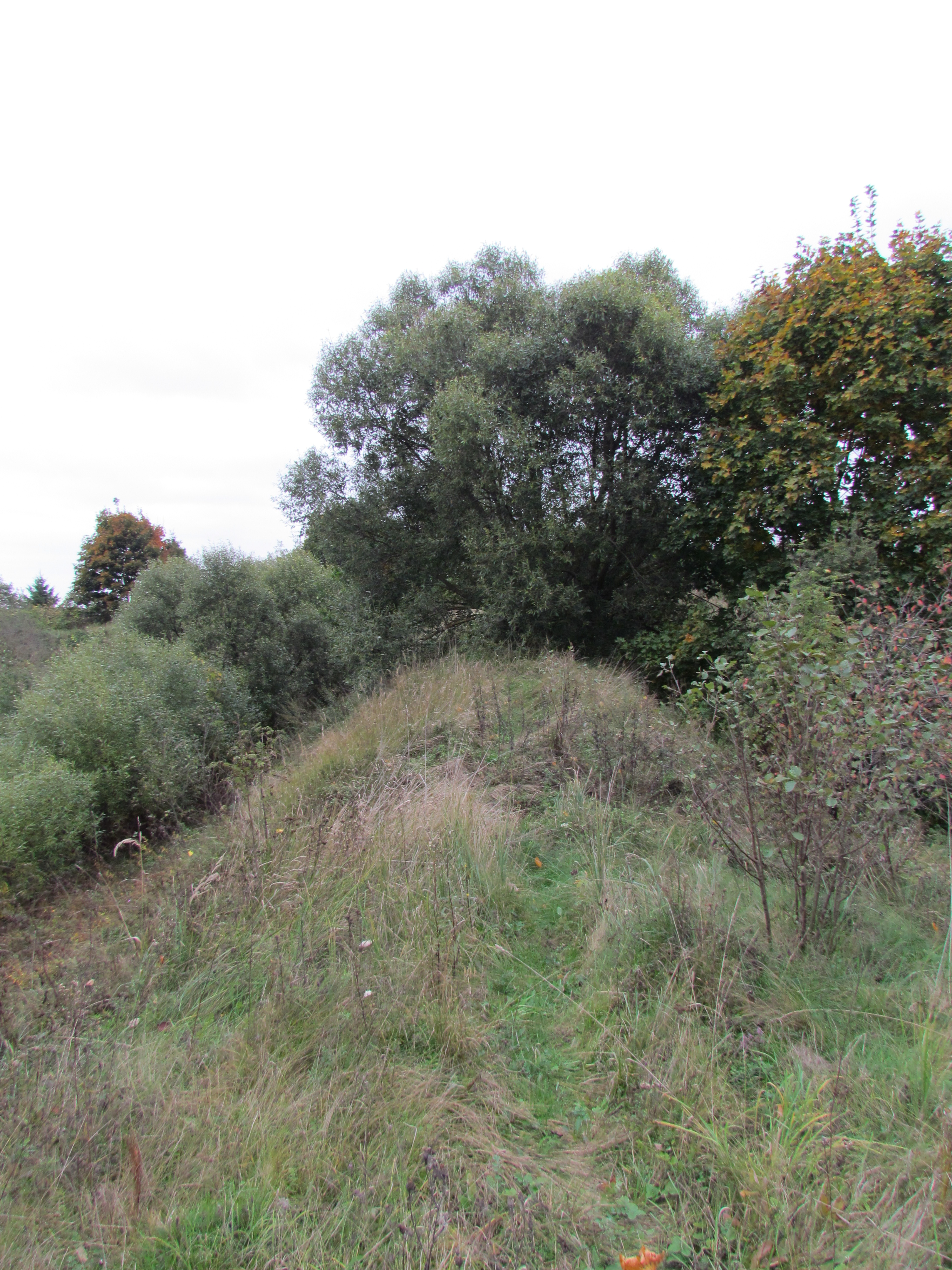
Восточная куртина.
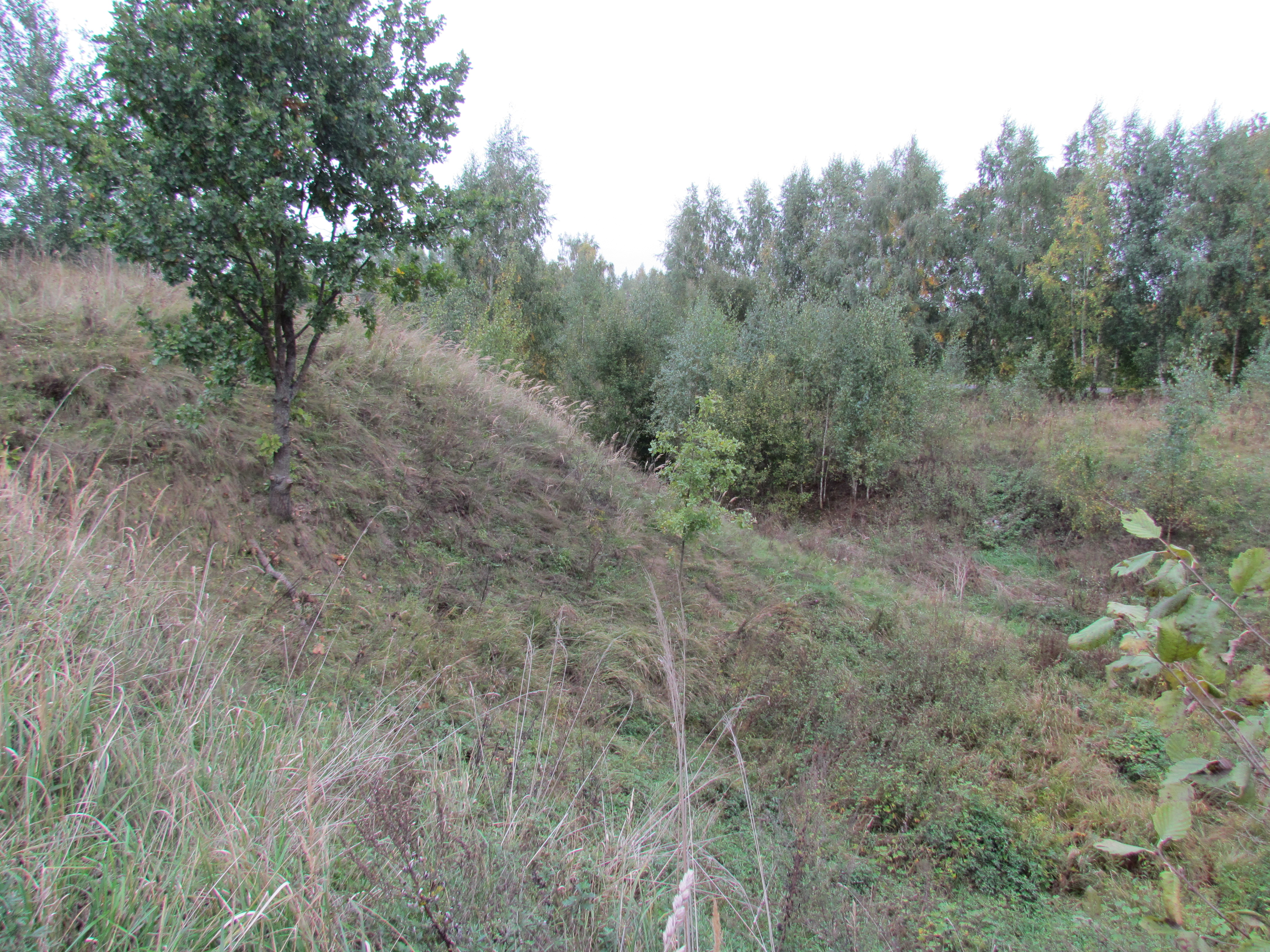
Восточная куртина и ров.